# Lalanne-Trie
Lalanne-Trie ist eine französische Gemeinde mit 118 Einwohnern (Stand 1. Januar 2022) im Département Hautes-Pyrénées in der Region Okzitanien (vor 2016: Midi-Pyrénées). Sie gehört zum Arrondissement Tarbes und zum Kanton Les Coteaux.
Die Einwohner werden Labatriens und Labatriennes genannt.

## Geographie
Die Gemeinde Lalanne-Trie liegt auf dem Plateau von Lannemezan zwischen den Flüssen Bouès und Baïse, circa 22 Kilometer ostnordöstlich von Tarbes am nördlichen Rand des Départements.
Umgeben wird Lalanne-Trie von den vier Nachbargemeinden:
|                  | Lapeyre                                     |                |
| Lubret-Saint-Luc | Kompassrose, die auf Nachbargemeinden zeigt | Trie-sur-Baïse |
|                  | Vidou                                       |                |

## Einwohnerentwicklung

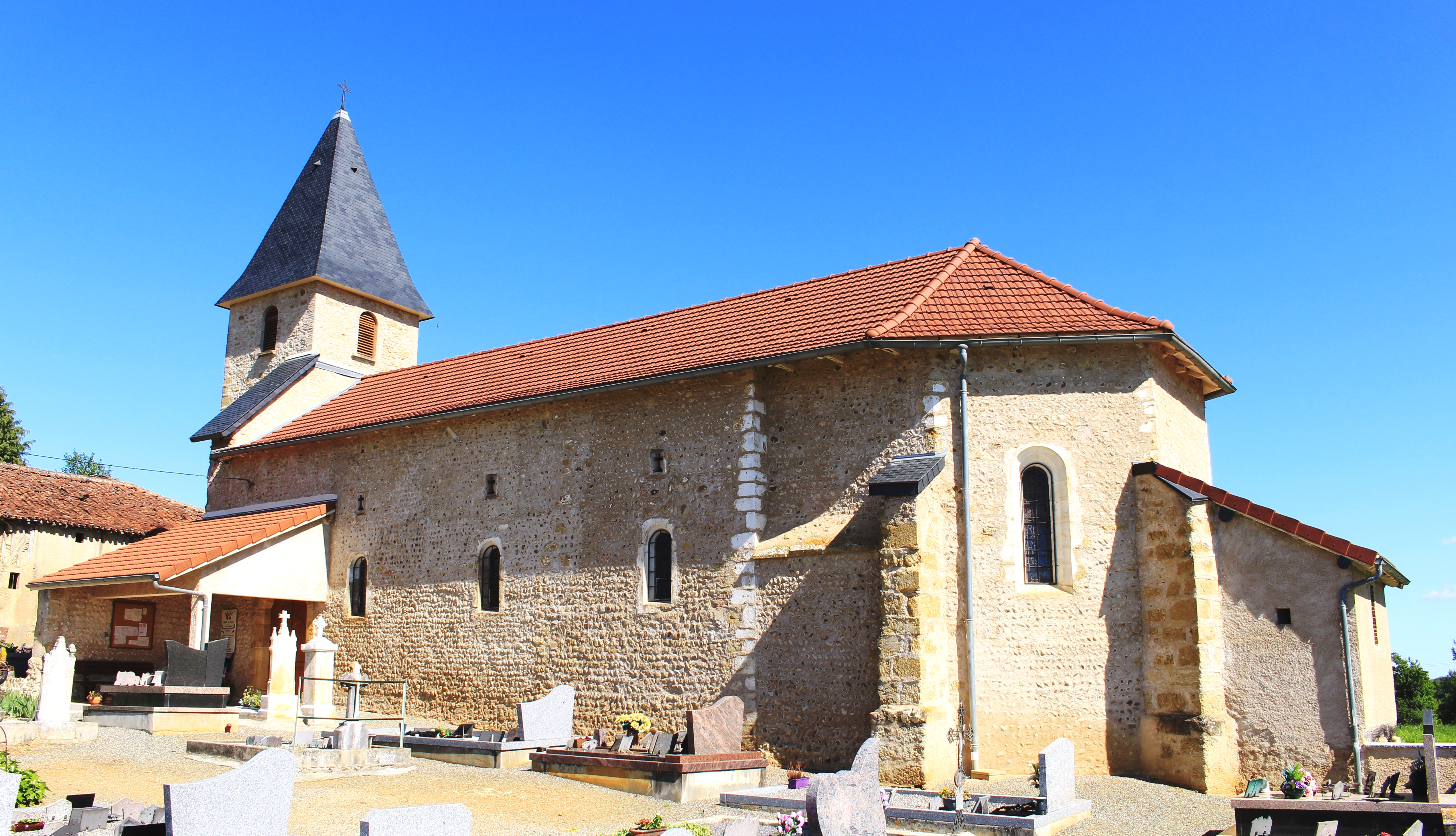
Pfarrkirche Saint-Pierre

Nach Beginn der Aufzeichnungen stieg die Einwohnerzahl bis zur ersten Hälfte des 19. Jahrhunderts auf einen Höchststand von 250. In der Folgezeit sank die Größe der Gemeinde bei kurzen Erholungsphasen bis zu den 1960er Jahren auf 105 Einwohner, bevor eine Phase mit leichtem Wachstum einsetzte, die seit der zweiten Dekade des 21. Jahrhunderts wieder stagniert.
| Jahr      | 1962 | 1968 | 1975 | 1982 | 1990 | 1999 | 2006 | 2011 | 2022 |
| --------- | ---- | ---- | ---- | ---- | ---- | ---- | ---- | ---- | ---- |
| Einwohner | 112  | 105  | 112  | 114  | 119  | 109  | 124  | 128  | 118  |

## Sehenswürdigkeiten
- Pfarrkirche Saint-Pierre im gotischen Stil mit Seitenkapellen aus dem 13. und 14. Jahrhundert

## Wirtschaft und Infrastruktur

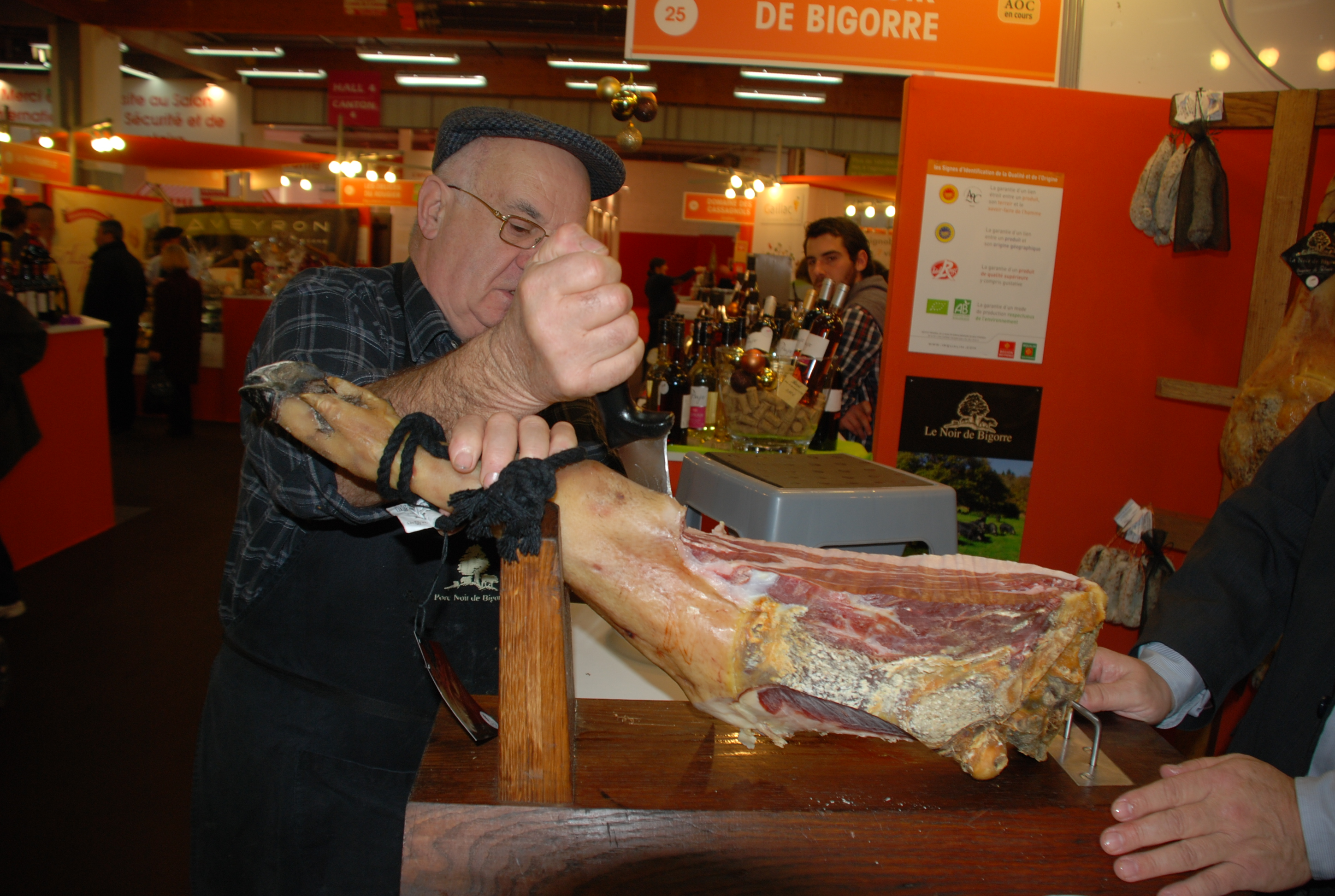
Noir de Bigorre-Schinken

Lalanne-Trie liegt in den Zonen AOC der Schweinerasse Porc noir de Bigorre und des Schinkens Jambon noir de Bigorre.

### Verkehr
Lalanne-Trie ist über die Routes départementales 136, 611 und 632, die ehemalige Route nationale 632, erreichbar.